# أصل سلالة جوبتا
هناك نظريات متضاربة فيما يتعلق بالموطن الأصلي ونسب سلالة جوبتا التي حكمت شمال الهند بين القرنين الرابع والسادس. يعتقد المؤرخون المعاصرون أن هذه السلالة قد نشأت في ولاية أتر برديش أو ما يُعرف اليوم بالبنغال، بناءً على مجموعة من الأدلة الكتابية والنقدية والأدبية. تعتبر المجموعة الاجتماعية للسلالة أيضًا موضع جدل، إذ صنفها الباحثون بشكل مختلف ضمن فئة فيشيا أو فئة البراهمة أو فئات أخرى.

## الموطن
لا يوجد معلومات محددة عن الموطن الأصلي لسلالة جوبتا. كما لم تُعرف عاصمة السلالة الأولى بشكل مؤكد، ولكن اقتُرحت عدة مدن، بما في ذلك: براياغا وباتاليبوترا وأيوديا وكوسامبي وأوجاين وماثورا وإيران.

### أتر برديش الشرقية
ترجح إحدى النظريات نشوء سلالة جوبتا في أتر برديش الشرقية المعروفة حاليًا، ثم وسعت إمبراطوريتها لتشمل باتاليبوترا والبنغال فيما بعد.
يستشهد أنصار هذه النظرية، مثل إس آر جويال، بنقوش السلالة وعملاتها المعدنية لدعم نظريتهم حول نشوء السلالة؛ على سبيل المثال:
- عُثر على 8 نقوش في شرق ولاية أتر برديش، من بين 15 نقشًا من نقوش السلالة خلال الـ 150 عامًا الأولى من حكمها. في حين عُثر على نقشين فقط من هذه النقوش في بيهار (ماجادا التاريخية)، و5 فقط في البنغال.[5][6]
- عُثر على أربعة عشر كنزًا من عملات جوبتا الذهبية في شرق ولاية أتر برديش: تشتمل هذه الكنوز عمومًا على العملات المعدنية لملوك سلالة جوبتا الأوائل. في حين عُثر على كنزين فقط في بيهار والبنغال: وشملت هذه الكنوز في الغالب العملات المعدنية التي أصدرها ملوك سلالة جوبتا اللاحقون.[5][6]
- بروز أسلوب كوشامبي في نص جوبتا.[5]
- يشير شيوع نموذج جانجا-يامونا في فن سلالة جوبتا إلى كون براياغا (حيث يلتقي هذان النهران) مركز مملكة جوبتا الأصلية.[5]